# St. Martin (Tomerdingen)

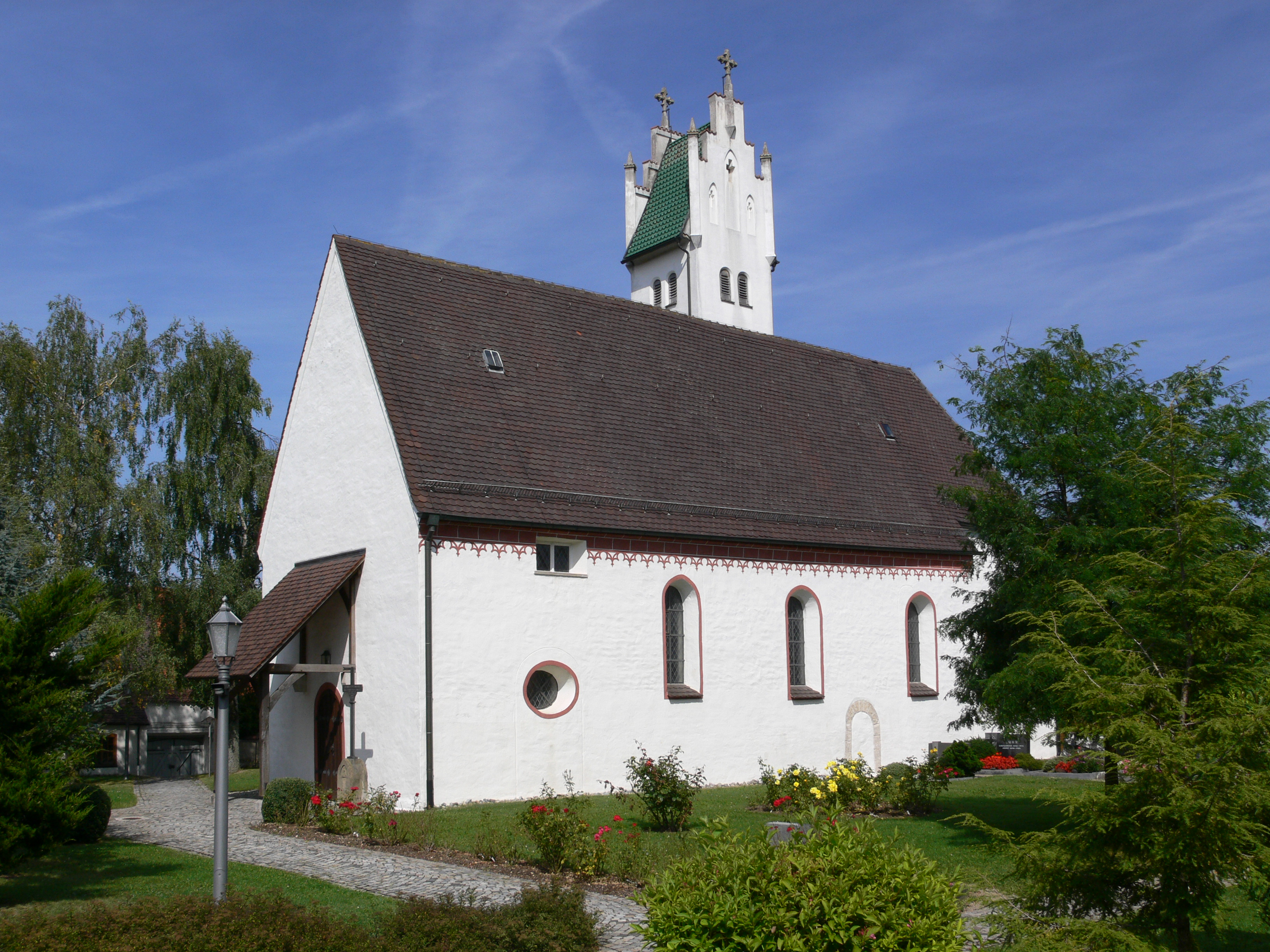
St. Martin in Tomerdingen

St. Martin auf dem Friedhof des Gemeindeteils Tomerdingen von Dornstadt im Alb-Donau-Kreis von Baden-Württemberg war bis 1674 römisch-katholische Pfarrkirche. Sie gehört jetzt der Gemeinde Dornstadt und wird von den evangelischen Gläubigen der Evangelischen Landeskirche in Württemberg genutzt. Das Bauwerk ist beim Landesamt für Denkmalpflege Baden-Württemberg als Baudenkmal eingetragen.

## Beschreibung
Der Vorgängerbau war um 1100 dem Kloster Elchingen gestiftet worden. Die jetzige Saalkirche wurde im 14. Jahrhundert erbaut. Sie besteht aus einem Langhaus, einem eingezogenen, gerade geschlossenen Chor im Osten und einem Kirchturm an der Nordostecke des Langhauses, der quer mit einem Satteldach zwischen Staffelgiebeln bedeckt ist. Das oberste Geschoss des Kirchturms beherbergt hinter den als Biforien gestalteten Klangarkaden den Glockenstuhl, in dem die älteste Kirchenglocke Baden-Württembergs hängt.
Der Innenraum des Langhauses ist mit einer bemalten Kassettendecke überspannt. Zur Kirchenausstattung gehört eine Kanzel, die von hölzernen Statuen der vier Evangelisten flankiert wird.